# Ashland (Kalifornia)
Ashland – jednostka osadnicza w Stanach Zjednoczonych, w stanie Kalifornia, w hrabstwie Alameda.